# Castellarnau
Castellarnau es una mansión señorial del siglo XIV situada en el término municipal de Sabadell, en el Vallés Occidental. La masía de Castellarnau, también conocida como Torre Berardo, fue edificada probablemente entre los siglos XIII y XIV, tiene dos plantas y vertientes a dos aguas así como una destacable torre de planta cuadrada de diecisiete metros de altura que tenía funciones defensivas, la cual fue añadida a la casa en 1570. También forma parte del conjunto la capilla (1629), que se sitúa justo enfrente. 
Actualmente la masía se utiliza como restaurante.

## Historia
Entre las masías adscritas a la parroquia de Sant Julià de Altura, una de las más destacadas y antiguas era la que pertenecía a Simón de Arnau, que, aunque en los documentos del año 1310 se denomina "castillo", poco tenía que ver con las características de esta clase de edificaciones, ni por su situación ni por su estructura.
Durante más de un siglo perteneció a la familia Borrell, por compra realizada el año 1325. Un hijo de esta familia, Narciso, se casó en 1462 con la heredera de la masía conocida como can Maduixer, de la villa y término de Tarrasa. Después, por cuestiones de dotes y dominios de tierras, las relaciones entre ambas familias no fueron muy cordiales.
De las discusiones entre los dos propietarios de can Maduixer (hoy can Viver de la Torre Bonica) y can Borrell (hoy Torre de Berardo), surgió una pugna consistente en ver cuál de las dos casas construía una torre más esbelta en su propiedad. La apuesta fue ganada por el primogénito de cal Maduixer, que, años después, vendió la finca a la familia Viver, finca que desde entonces se conoce como can Viver de la Torre Bonica.
La construcción de la torre de Castell Arnau arruinó los Borrell de tal manera que un hijo del dueño acabó trabajando de panadero en can Viver. Todo por haber intentado construir una torre más suntuosa que la de su pariente. La voz popular ha transmitido de generación en generación esta curiosa historia.
En la segunda ventana de la torre aparece un escudo con las letras JHS, la inscripción "Montserrat Borrell", y el año 1575, que corresponde a su construcción y a la época del mejoramiento de la finca. En 1622 se vendió la propiedad por el precio de 4500 libras barcelonesas al genovés Francisco Berardo. Este sólo la poseyó por espacio de 26 años, pero sea por el hecho que se trataba de un extranjero, sea por haberse hecho pública la singular historia de la torre, el nombre de Berardo ha perdurado a lo largo de los años.
En 1648 lo adquiere, por compra, Joan Martí, de Barcelona, y nada cambia de su estructura hasta ahora.